# Антонюк Дмитро Вікторович
Дмитро́ Ві́кторович Антоню́к (*2 червня 1976, Київ) — український журналіст, мандрівник.

## Біографія
Народився 2 червня 1976 року в Києві.
Має вищу економічну освіту.
Вільний журналіст. Член Національної спілки журналістів України.
Від 2002 року публікується в періодиці.
З 2003 року — редактор відділу «Культура» двомовної (українська/англійська) газети «Kyiv Weekly». З 2005 по 2008 рік — головний редактор англо-німецькомовного журналу «10 Days».
З 2008 по сьогодні — вільний журналіст, який співпрацює з низкою українських («Міжнародний Туризм», «Молодий Буковинець», «Твій Номер», «Киевские Ведомости» тощо) і закордонних видань: Kurier Galicyjski (Польща), «Український Журнал» (Чехія).
Крім журналістської плідно займався також діяльністю радіоведучого — з 2003 по 2008 роки на «Радіо Рокс» вів авторську програму «Рок Терапія».
Любов Дмитра до мандрів і інтерес до української культурної спадщини втілився у серію виданих ним у Києві та Харкові туристичних путівників.
Одружений. Виховує доньку.

## Творчий доробок

- «Замки і резиденції в Україні, пов'язані з польськими родами», 2023[2]

- «Римо-католицькі кляштори в Україні», 2021[3]
- «315 польських замків і резиденцій в Україні. Частина ІІ». К.: Грані-Т, 2012
- «155 польських замків і резиденцій в Україні. Частина І»[4] (К.: Грані-Т, 2011)
- «Україна. 101 найцікавіший музей» (Харків: «Ранок», 2010)[5]
- «Україна. 101 старовинний палац і парк» (Харків: «Ранок», 2010)[6]
- «Сім мандрівок Полтавщиною» (К.: Грані-Т, 2009)
- «Чотирнадцять мандрівок Вінниччиною» (К.: Грані-Т, 2009)
- «Чотири мандрівки Житомирщиною» (К.: Грані-Т, 2008)
- «Соломонова Червона Зірка», співавтор (К.: Темпора, 2012)

### Переклад
- Барбара Скарґа, «Після визволення… 1944—1956», Видавництво 21, 2018[7]